# I guardiani della notte (film)
I guardiani della notte (Ночной дозор, Nočnoj Dozor) è un film del 2004 diretto da Timur Bekmambetov.
Il film, di genere fantasy, è vagamente ispirato all'omonimo romanzo di Sergej Luk'janenko ed è la prima parte di una trilogia riguardante il mondo degli Altri. È stato seguito da I guardiani del giorno nel 2006 mentre una terza parte non è mai stata realizzata.

## Trama
In una Mosca di oggi alcuni umani con superpoteri e vampiri hanno deciso di mantenere una tregua tra le forze della luce e quelle delle tenebre. Dopo secoli di combattimenti, le due parti hanno stretto un accordo: le forze della luce faranno la guardia alla notte, quelle delle tenebre al giorno. Esiste tuttavia un'antica leggenda che considera l'arrivo di un eletto che porterà scompiglio tra l'equilibrio dei due poteri.
Poi l’azione si svolge a Mosca nel 1992: un giovane Anton Gorodetsky arriva da una strega per far ritornare da lui la moglie che lo ha lasciato. La strega gli rivela che la moglie aspetta un bambino, che non è di Anton, e gli assicura di essere in grado di farlo morire nel grembo materno con la stregoneria. Così facendo la moglie tornerà da lui e Anton accetta e la strega inizia la procedura, ma prima che finisca arrivano i Guardiani della Notte, persone con poteri soprannaturali, che impediscono l’uccisione del feto. Questi sono anche detti “gli Altri”, come del resto la strega, e scoprono che anche Anton lo è, sebbene solo potenzialmente, non ancora iniziato.
Passano 12 anni, adesso Anton è un Guardiano della Notte, adepto della Luce, e un giorno riceve via telefono l’incarico di rintracciare una vittima che sta per essere iniziata dalla fazione avversaria. Per riuscire nella missione deve sintonizzarsi sulle onde della vittima; per aiutarsi berrà sangue di maiale, procuratosi da amici, padre e figlio vampiri, vicini di casa. La vittima è Yegor, un adolescente che Anton riesce a rintracciare in metropolitana, ma esso si accorge del fatto e scappa tra la folla raggiungendo il luogo della chiamata dove sono ad attenderlo due vampiri, Andrey e la sua ragazza che stanno per azzannarlo facendolo diventare uno di loro. Anton chiede rinforzi e ingaggia una lotta con Andrey cosicché il giovane Yegor riesce a liberarsi e scappare. I rinforzi pur partendo a tutta velocità (quasi investendo Zavulon, il capo dei Guardiani del Giorno), arrivano quando la lotta è ormai terminata con Andrey il vampiro morto e Anton in fin di vita. Quest’ultimo viene portato alla Società della Luce Elettrica dove il capo dei Guardiani della Notte, il saggio Geser, lo guarisce e durante il trattamento i due si confidano dell’avvistamento in metropolitana di una ragazza con un gorgo malefico che vorticava sopra di lei. Geser preoccupato cerca di conoscere meglio cosa sta accadendo e se questo è un pericolo per la città: sembra di essere la vergine di una antica leggenda bizantina la quale ha una maledizione su se stessa e tutto quello che tocca muore. Ad Anton intanto viene affiancata Olga, una ragazza imprigionata per molto tempo in un corpo di gufo, che dovrebbe proteggerlo dai Guardiani del Giorno, visto che ormai è stata violata la tregua uccidendo uno di loro.
Intanto Lárissa, la ragazza del vampiro morto, vuole vendicarsi e su ordine della maga Alice, compagna di Zavulon, va alla ricerca di Yegor. Al quartier generale dei Guardiani della notte riescono a scoprire chi sia la ragazza maledetta: si chiama Svetlana, dottoressa al poliambulatorio e abita vicino all’aeroporto di Vnukovo. Infatti si sta creando un vortice nelle vicinanze in cui viene attratto un aereo proveniente da Antalya. Lárissa è arrivata a casa di Yegor, lasciato dalla madre solo nell’appartamento, ma anche Anton e Olga sono nei pressi e riuscendo a salvarlo si accorgono che anche lui è uno degli Altri. Spiegando al ragazzino chi è e i suoi poteri soprannaturali, Olga gli fa capire che dovrà scegliere se stare dalla parte della Luce o da quella delle Tenebre. Intanto da una foto nella casa del ragazzo Anton ha capito che Yegor è figlio della sua ex-moglie e suo, quindi la strega lo ha ingannato 12 anni prima dicendogli che era di uno sconosciuto.
Intanto il vortice su Mosca si sta sviluppando, mettendo in pericolo anche la centrale elettrica della città, per cui il quartier generale dei Guardiani della Notte viene momentaneamente spostato verso la casa di Svetlana, quindi vicino al centro di richiamo del vortice. Anton ed Olga vengono chiamati a raggiungere questa nuova base per capire da dove è partita la maledizione; altri due guardiani Orso e Tigrotto si occuperanno di Yegor. Qua trovano Geser che ha invitato il capo della fazione opposta, Zavulon, per donare un amuleto ad Anton atto a proteggerlo dai Guardiani del Giorno, mentre andrà a scoprire chi ha gettato la maledizione: dovrà uccidere chi la porta. Con la città in black-out va a casa di Svetlana fingendosi un paziente malato, ma lei visitandolo si accorge che è sano e lo prega di andarsene.
Intanto la vampira Lárissa, approfittando di un momento di disattenzione di Orso e Tigrotto, riesce a catturare Yegor attirando con un richiamo al quale il ragazzo non può resistere. Anton viene a conoscenza di questo proprio mentre sta riuscendo a far togliere la maledizione dalla città: Svetlana maledice se stessa e il vortice scompare, anche lei è una degli Altri. Poi si precipita sul tetto dove Lárissa tiene Yegor e con lei viene ingaggiata una trattativa durante la quale il ragazzo riesce a fuggire dalla stretta della vampira. A questo punto entra in scena Zavulon con un ascensore che sfondando il tetto uccide la vampira e rimangono solo Anton e il capo degli Oscuri. Il mondo entra nel Crepuscolo e fra i due inizia uno scontro, come un’eterna battaglia fra le forze della Luce e quelle delle Tenebre.
Anton sta quasi per soccombere, quando Yegor gli riporta l’amuleto protettore che aveva dovuto togliersi poco prima, costretto dalla vampira. Con uno stratagemma Zavulon sostituisce il ragazzo a se stesso, cosicché Anton per poco non sferza un colpo mortale a Yegor, che domanda impaurito al padre se davvero volesse ucciderlo. Anton nega, ma a questo punto entra in scena Alice, la compagna di Zavulon, che rivela al ragazzo che già 12 anni prima il padre aveva tentato di farlo uccidere, quando ancora era feto, da una strega. Ciò fa sì che Yegor, essendo anche lui uno degli Altri, passa dalla parte dei Guardiani del Giorno. Rendendosi conto che tutto questo è un inganno di Zavulon cerca di batterlo inutilmente. Così è apparso il Sommo Altro, che ha scelto il potere del male, e il mondo sprofonderà nell'oscurità. Ma finché ci sono quelli che credono nella Luce la speranza rimane.

## Riconoscimenti
- 2005 - Festival internazionale del cinema fantastico di Bruxelles
  - Corvo d'Argento a Timur Bekmambetov